# Cococinel
 (avril 2017).
Si vous disposez d'ouvrages ou d'articles de référence ou si vous connaissez des sites web de qualité traitant du thème abordé ici, merci de compléter l'article en donnant les références utiles à sa vérifiabilité et en les liant à la section « Notes et références ».
 (septembre 2023).
La mise en forme du texte ne suit pas les recommandations de Wikipédia : il faut le « wikifier ».
Les points d'amélioration suivants sont les cas les plus fréquents. Le détail des points à revoir est peut-être précisé sur la page de discussion.
- Les titres sont pré-formatés par le logiciel. Ils ne sont ni en capitales, ni en gras.
- Le texte ne doit pas être écrit en capitales (les noms de famille non plus), ni en gras, ni en italique, ni en « petit »…
- Le gras n'est utilisé que pour surligner le titre de l'article dans l'introduction, une seule fois.
- L'italique est rarement utilisé : mots en langue étrangère, titres d'œuvres, noms de bateaux, etc.
- Les citations ne sont pas en italique mais en corps de texte normal. Elles sont entourées par des guillemets français : « et ».
- Les listes à puces sont à éviter, des paragraphes rédigés étant largement préférés. Les tableaux sont à réserver à la présentation de données structurées (résultats, etc.).
- Les appels de note de bas de page (petits chiffres en exposant, introduits par l'outil «  Source ») sont à placer entre la fin de phrase et le point final[comme ça].
- Les liens internes (vers d'autres articles de Wikipédia) sont à choisir avec parcimonie. Créez des liens vers des articles approfondissant le sujet. Les termes génériques sans rapport avec le sujet sont à éviter, ainsi que les répétitions de liens vers un même terme.
- Les liens externes sont à placer uniquement dans une section « Liens externes », à la fin de l'article. Ces liens sont à choisir avec parcimonie suivant les règles définies. Si un lien sert de source à l'article, son insertion dans le texte est à faire par les notes de bas de page.
- La présentation des références doit suivre les conventions bibliographiques. Il est recommandé d'utiliser les modèles {{Ouvrage}}, {{Chapitre}}, {{Article}}, {{Lien web}} et/ou {{Bibliographie}}. Le mode d'édition visuel peut mettre en forme automatiquement les références.
- Insérer une infobox (cadre d'informations à droite) n'est pas obligatoire pour parachever la mise en page.

Pour une aide détaillée, merci de consulter Aide:Wikification.
Si vous pensez que ces points ont été résolus, vous pouvez retirer ce bandeau et améliorer la mise en forme d'un autre article.
Cococinel est une série télévisée d'animation franco-belge en 78 épisodes de, produite par Odec Kid Cartoons et diffusée à partir de 1992 sur TF1.  
Cococinel est une héroïne coccinelle femelle qui acquiert des pouvoirs magiques en trouvant un trèfle magique à quatre feuilles mystérieux et les utilise pour protéger son monde contre les forces du personnage de Cococinel, tout en intercalant sa mission avec une vie normale avec son groupe d'amis à  Cocoland, le nom du village où elle vit tout au long de ses aventures. Elle sait familiariser les enfants avec la vie de la nature et leur montrer que la protéger est aujourd'hui une priorité absolue. Oscarabus, le bus-scarabée, emmène chaque matin à l'école tout un groupe jovial composé, entre autres, de Ben-Oui et Ben-Non, les jumeaux amusants, de Cocoblue, le poète distrait, de Cocomauve, le râleur éternel, et bien sûr de Cococinel, l'héroïne magique de Cocoland, toujours prête à aider ses amis à résoudre leurs problèmes. Tout irait bien si Cocoland n'était pas régulièrement menacé par des prédateurs envieux et jaloux. Heureusement, Cococinel veille et grâce aux pouvoirs de son trèfle magique, elle préserve l'équilibre de la petite communauté.
Dans la saison 2, la série progresse de manière significative avec l'arrivée d'un personnage très notable et aimé. Appelée Babicinel, elle est la sœur de Cococinel. Ensemble, elles vivent dans la Maison-Trèfle. Babicinel possède également un amulette avec des pouvoirs magiques, un cœur magique. Comme sa sœur, Babicinel a pour mission de sauver le monde tout en menant une vie normale, mais étant très amoureuse, elle tombe facilement amoureuse, ce qui rend les moments de la vie quotidienne aussi intéressants que ceux d'action. Cela augmente considérablement les situations dramatiques ; en même temps, de nouveaux personnages apparaissent, coccinelles et abeilles comme Levallois, l'abeille envieuse et égocentrique, Bambee, une abeille maladroite, le Maire Bourdon, un homme autoritaire et grincheux, Cocograss, une coccinelle commère et moqueuse et Cocofleur, une coccinelle pleine de traumatismes qui guériront avec l'aide de Babicinel. Les épisodes de la saison 1 durent 5 minutes, tandis que ceux de la saison 2 durent 11 minutes. Les épisodes spéciaux durent 21 minutes.
La série animée Cococinel est un classique qui combine magie, bravoure et l'essence même des coccinelles, petites créatures connues pour leur rôle protecteur et leur bonne fortune. Cococinel suit les aventures d'une coccinelle héroïne qui obtient des pouvoirs magiques en trouvant un trèfle à quatre feuilles. Ce détail n'est pas un hasard ; les coccinelles sont largement considérées comme des symboles de bonne chance dans diverses cultures. En intégrant cette caractéristique naturelle dans la narration, les créateurs ont imprégné Cococinel d'un symbolisme puissant et enchanteur.
Cococinel, un nom qui se rapproche beaucoup plus du nom des coccinelles en français "Coccinelle"est connue comme la "bébête á Bonheur", grâce à son trèfle magique à quatre feuilles qui lui confère des pouvoirs spéciaux. En plus d'être considérées comme des symboles de bonne chance, les coccinelles combattent les insectes nuisibles dans la vie réelle, protégeant jardins et cultures. Cette caractéristique naturelle des coccinelles s'est traduite dans le personnage de Cococinel, qui lutte contre les forces du mal et protège son foyer, reflétant ainsi sa nature défensive et protectrice dans la vie réelle. Cette dualité de défense et de protection est centrale à son caractère, faisant de Cococinel une figure héroïque tant à l'écran que dans le symbolisme.
Babicinel, sœur de Cococinel et également protagoniste de la série, ajoute une autre couche de symbolisme. Avec son cœur magique et son inclination romantique, Babicinel représente l'amour. Les coccinelles, en plus d'être des symboles de bonne chance, sont également considérées comme des guides pour les cœurs amoureux dans certaines cultures. Babicinel, la "petite bête de l'amour", incarne cette croyance, utilisant son cœur magique non seulement pour lutter contre le mal, mais aussi pour guider et protéger les cœurs des autres.
Le choix des coccinelles comme protagonistes dans Cococinel et Babicinel  est profondément ancré dans le symbolisme positif que ces insectes représentent : chance, amour et protection. À travers leurs aventures magiques, ces personnages non seulement divertissent, mais transmettent aussi des valeurs et des croyances sur l'importance de prendre soin et de protéger, faisant écho à la véritable nature des coccinelles dans nos jardins et nos cœurs.

## Synopsis
Cococinel est une adorable héroïne qui acquiert des pouvoirs magiques en trouvant un mystérieux trèfle à quatre feuilles et les utilise pour protéger son monde contre les forces du mal. Elle équilibre sa mission avec une vie commune avec son groupe d’amis principal à Cocoland, qui est le nom du village où elle vit, tout au long de ses aventures. Elle sait comment familiariser les enfants avec la vie de la Nature et leur montrer que la protéger est une priorité absolue aujourd’hui. Oscarabus, le bus-insecte , emmène une joyeuse bande à l’école chaque matin, comprenant, entre autres, Ben-Oui et Ben-Non : les jumeaux amusants, Cocobleu : le poète distrait, Cocomauve : l’éternelle râleuse, et, bien sûr, Cococinel, toujours prête à aider ses amis à résoudre leurs petits problèmes. Tout irait bien si Cocoland n’était pas régulièrement menacé par des prédateurs envieux et jaloux. Heureusement, Cococinel veille et, grâce aux pouvoirs de son trèfle magique, préserve l’équilibre de la petite communauté. Dans la saison 2, la série avance considérablement, et un personnage très remarquable et aimé arrive. Nommée Babicinel, elle est la sœur de Cococinel. Ensemble, elles vivent dans la Maison-Trèfle. Babicinel possédait également un amulette avec des pouvoirs magiques, un cœur magique. Comme sa sœur, elle avait pour mission de sauver le monde tout en équilibrant sa mission avec une vie commune, mais étant très romantique, elle tombe facilement amoureuse, rendant les moments de vie commune aussi intéressants que ceux d’action.
Les épisodes de la série ont une durée de 5 minutes. Les épisodes spéciaux durent 21 minutes.

## Personnages
Claro, aquí tienes la traducción ajustada al francés:
• Cococinel :
  - Cococinel est la protagoniste et héroïne de la série. Chaque fois qu'il y a un danger, elle sauve la situation. C'est une coccinelle rouge femelle, porteuse du trèfle magique qui lui confère des compétences exceptionnelles en agilité, super force et bien plus encore. Elle représente le "bébête à bonheur" grâce à son amulette "le trèfle magique". Cococinel est le personnage le plus intelligent de Cocoland. Mais Cococinel mène aussi une vie normale malgré tout. Elle fait ce que toute personne normale ferait : vivre de manière indépendante, mais comme elle est encore jeune, elle va à l'école avec ses amies. Cococinel vit dans une maison appelée "la Maison-Trèfle", une maison très jolie en forme de trèfle, avec sa petite sœur, Babicinel.
• Babicinel :
  - Babicinel est la coccinelle la plus douce de Cocoland. C'est une coccinelle femelle bleu clair ou céleste. Sa grande sœur est Cococinel. Babicinel est la protagoniste de la saison 2. Elle possède une amulette en forme de cœur magique de la même nature que le trèfle magique de sa sœur Cococinel. Babicinel représente le "bébête à l'amour". Elle se consacre à sauver Cocoland du danger avec sa grande sœur, mais dans la vie quotidienne, elle est très amoureuse et distraite, étant le personnage qui a eu le plus de tenues différentes dans le programme.
• Oscarabus :
  - Monsieur Scarabée long qui sert d'autobus pour transporter et ramasser les élèves de l'école "Le Grand Orme".
• Madame Cigale :
  - Madame Cigale est une cigale verte femelle, professeur des jeunes coccinelles. C'est une maîtresse cigale empathique, toujours attentive à ses élèves. Elle est connue pour ses situations comiques où elle chante de l'opéra et tout le monde se bouche les oreilles quand elle commence à chanter.
• Cocomauve :
  - Coccinelle mâle violette. Ami de Cococinel, il est souvent de très mauvaise humeur mais est toujours prêt à aider en cas de besoin.
• Coco-Orange :
  - Coco-Orange est une coccinelle mâle orange, timide et silencieux. Malgré l'apparition de plusieurs "Coco-Orange" comme personnages secondaires tout au long de la série, le principal a eu un rôle de premier plan dans l'épisode "La malédiction des photos", où son traumatisme d'être photographié est révélé.
• Cocométéo :
  - Coccinelle météorologue mâle orange. Cocométéo vient de "Coco Italie" et travaille à Cocoland pour prévoir le temps et avertir des tempêtes et de l'arrivée de l'hiver. Babicinel est amoureuse de lui. Il est connu pour être le garçon le plus attirant de Cocoland et adopte une personnalité arrogante et prétentieuse.
• Cocobleu :
  - Cocobleu est une coccinelle mâle bleu foncé, très tendre, innocent et rêveur. Il est le meilleur ami de Cococinel, loyal et au grand cœur. Malheureusement, il a disparu sans explication dans la saison 2.
• Ben-Oui et Ben-Nom :
  - Ce sont des coccinelles mâles jumeaux, très farceurs et taquins. Bien qu'ils se ressemblent, Ben-Oui (couleur jaune) est plus immature que Ben-Non (couleur noire). Ils se mettent toujours dans des ennuis.
• Gre-Gre :
  - Gre-Gre est une grenouille femelle végétalienne qui ne mange pas d'insectes, elle protège l'étang de Cocoland.
• Cocograss :
  - Cocograss est une coccinelle femelle verte. Elle vient de "Pueblo Champignon". Cocograss est connue pour être la coccinelle la plus bavarde de Cocoland ; elle a une personnalité très audacieuse et explosive. Elle est la meilleure amie de Cococinel et Babicinel, elles n'ont pas de secrets entre elles et passent de merveilleux moments ensemble.
• Hirodelle :
  - Habitante de Cocoland, une hirondelle femelle sage appelée Hirodelle.
• Levallois :
  - Levallois est une abeille femelle venant d'une ruche royale qui a déménagé à Cocoland parce que son père, "Monsieur Bourdon", est devenu maire de Cocoland. Elle est très prétentieuse et parfois méchante, elle jalouse beaucoup Babicinel et profite de chaque occasion pour lui rendre la vie impossible, pensant qu'une abeille venant d'une ruche royale mérite plus un élément magique qu'une simple coccinelle.
• Cocofleur (Cocofleur) :
  - Cocofleur est une coccinelle femelle fuchsia. Cocofleur vient de "Coco Paris". Son histoire dans la série est assez dramatique, centrée sur la haine et les moqueries qu'elle a subies. Elle a été accusée à tort d'avoir incendié l'école de Cocoland, créant une mauvaise réputation. Mais la vérité a fini par éclater, et elle a rejoint la bande.
• Bambee :
  - Bambee est une abeille femelle jaune avec un nœud bleu sur le côté de la tête. C'est la petite sœur de Levallois et elle a aussi déménagé à Cocoland à cause de leur père. Bambee était une grande amie de Babicinel avant d'arriver à Cocoland, car elles allaient à la même école à "CocoNewYork". Bambee et Levallois ne vivent pas dans la même maison que leur père, le maire Bourdon ; elles vivent dans une petite maison faite de rayons de miel, comme une mini-ruche.

## Fiche technique
- Titre : Cococinel
- Réalisateur : Raymond Burlet, Nicole GORGEON
- Scénario : Yolande Baillet, Jean Montagné, Carl Norac
- Musique originale: Pierre Gillet, Etienne Dontaine, Philippe Van Leer
- Storyboard : Gran
- Montage : Nadine Foucart, Dominique Ruys
- Producteur : Pierre Gaucher
- Sociétés de production : Odec Kid Cartoons, G3 Productions, Les Producteurs TV-Cine-Video (Telcima), TF1,
- Distribution : TF1 (France)
- Pays :  Belgique,  France,
- Date de première diffusion : 1992 (France, TF1)
- Épisodes : 78 épisodes : 52(saison 1)
- À partir de 2 ans(saison 1)

## Voix
- Sabrina Leurquin : Cococinel, Babicinel
- Catherine Conet : Ben-Oui, Coco bleu, Hirondella
- Sylvain Goldberg : Ben-Non, Coco Meteo
- Daniel Dury : Gastéropode, Ilobi le terrible, Tagui le moustique
- Lorette Goosse : Coco-Mauve, Madame Cigale, Cocofloeur
- Michel de Warzée : Oscarabus
- Georgia Valmont : Greu-Greu la grenouille, Cocograss
- Patrick Poeks : Décorticus, Stanislas le criquet

## Épisodes
Liste des épisodes.
1. Le trèfle magique
2. Guet apens
3. Orage à Cocoland
4. Hold up à l'école
5. Le chemin interdit
6. La grande ombre
7. Panique à l'étang
8. Cococinel et les Décorticus
9. Le départ d'Hirondella
10. Quel crack ce criquet
11. L'apprenti criquet
12. L'incendie
13. Enquête à Cocoland
14. Les boutons de rose
15. La machine infernale
16. Le typographe
17. La vengeance
18. Au modiste sympa
19. Biotope en danger
20. Une faim de grenouille
21. Le champion de Cocoland
22. Alerte à la mouche
23. Bouquets garnis
24. Attention à la tentation
25. La grande invasion
26. Tempête sur Cocoland
27. Tel est pris qui croyait prendre
28. Aventures en sous sol
29. Pour quelques myrtilles de plus
30. Crash
31. Dory le fort
32. Évasion ratée
33. La punition
34. Plein soleil
35. Le rayon de lune
36. La météo c'est fou
37. Dame Cigale cherche sa voix
38. Brise glace
39. Concours de chant
40. Juste un baiser
41. Cocomedia Dell'arte
42. Vague à l'âme et bulle de vie
43. Tricher n'est pas jouer
44. Vacances rêvées
45. Drôle de rentrée
46. Panique générale
47. La faim justifie les moyens
48. Un service en vaut bien un autre
49. La grande sécheresse
50. Il y a de l'eau dans l'air
51. Une voix en or
52. Un trèfle fou fou fou
53. Un Nouveau Départ Partie 1
54. Un Nouveau Départ Partie 2
55. Un nouveau gouverneur
56. Vote
57. Tromperie Fraternelle
58. La tromperie
59. Football
60. Un Piège Cruel
61. La Malédiction des Photos
62. L'arrivée de Cocofleur
63. Transformation Rose
64. Promesse Automnale
65. Le Retour de Cocofleur
66. Le Voleur d'Objets Précieux
67. Une Mauvaise Réputation
68. Formes Villaines
69. Coco rose ou Babicinel ?
70. La Gardienne de l'Étang
71. Fêtes de Cocoland
72. Un Sentiment Positif Détruit
73. Papillon ( épisode spécial )
74. Piégés
75. Une Mauvaise Déléguée
76. Saint-Valentin
77. La Fin d'une Non-Relation
78. Special de Noël